# Paratyndaris cincta
Paratyndaris cincta es una especie de escarabajo barrenador metálico del género Paratyndaris, de la familia Buprestidae, orden Coleoptera.

## Distribución
Se distribuye por la ecozona del Neártico.

## Taxonomía
Fue descrita por Horn en 1885 y publicada en Horn G. H. Contributions to the Coleopterology of the United States. (No. 4). Transactions of the American Entomological Society 12:128-162. (1885).
.